# Signora
Signora è un film del 2004 diretto da Francesco Laudadio.
La pellicola ha come interpreti principali Sonia Aquino, Paolo Seganti, Urbano Barberini, Angela Finocchiaro e Yorgo Voyagis.

## Trama
Nel 1933 a Roma, Sarah un'aristocratica americana sposata con un ricco uomo d'affari, si innamora di un giovane ingegnere di nome Guido. I due iniziano una relazione travolgente e lei si dichiara disposta a lasciare il marito. Ma improvvisamente l'ingegnere scompare senza lasciare traccia. Sarah assume un investigatore per scoprire se la tradisce con un'altra donna.

## Distribuzione
- Signora è arrivato nelle sale italiane il 21 maggio 2004.